# Robert Eyssen
Robert Eyssen (Francoforte sul Meno, 2 aprile 1892 – Baden-Baden, 31 marzo 1960) è stato un ammiraglio tedesco.
Ufficiale della Marina tedesca durante la prima guerra mondiale, venne decorato della Croce di Ferro di prima classe. Nel novembre 1939, poco dopo lo scoppio della seconda guerra mondiale, assunse il comando dell’incrociatore ausiliario Komet, con il quale compì una missione nel Pacifico affondando o catturando, in 516 giorni, 7 navi insieme alla Orion per un totale di 43.155 tonnellate, e da sola 3 navi per 21.380 tonnellate. Promosso contrammiraglio il 1 gennaio 1941, il 29 novembre di quello stesso anno fu insignito della Croce di Cavaliere della Croce di Ferro. Ricoprì anche l‘incarico di Capo del dipartimento militare presso l‘Alto comando di difesa navale (OKM wehr).

## Biografia
Nacque a Francoforte sul Meno il 2 aprile 1892. Arruolatosi nella Kaiserliche Marine frequentò l’Accademia navale di Murwik e poi si imbarcò come Seekadett sull’incrociatore protetto Hansa (1 aprile 1911-31 marzo 1912). Promosso Fähnrich zur See il 15 aprile 1912, si imbarcò sull’incrociatore leggero Bremen il 29 novembre 1913, per passare poi sul Karlsruhe il 24 aprile 1914. Promosso Leutnant zur See il 3 agosto 1914, subito dopo lo scoppio della prima guerra mondiale, dopo l’affondamento della sua unità, avvenuta per esplosione interna il 4 novembre successivo mentre si trovava al largo di Trinidad, riuscì a rientrare in Patria a bordo del mercantile Rio Negro il 22 dicembre dello stesso anno. 
Il 13 gennaio 1915 si imbarcò sull’incrociatore leggero Amazone in qualità di ufficiale radiotelegrafista, rimanendovi fino al 31 marzo 1916 quando assunse l’incarico di ufficiale sul cacciatorpediniere V 108, ma il 17 maggio successivo fu trasferito sull’incrociatore protetto Kaiserin Augusta. Il 12 luglio fu assegnato come primo ufficiale al cacciatorpediniere V 106, e poi passò sul G 192 dove rimase fino al 12 settembre. Successivamente divenne Aiutante del comandante della 2ª Flottiglia cacciatorpediniere, imbarcandosi sul G 193, passando poi sul V 183, sul V 150 e quindi sul V 130 (16 settembre 1916-31 luglio 1918) 
Il 1 agosto 1918 fu assegnato alla Scuola addestramento sommergibilisti, rimanendovi anche dopo la firma dell’armistizio con gli alleati, fino al 28 luglio 1919 quando passò in forza alla III Flottiglia dragamine operante nel Mare Baltico. Il 16 aprile 1920 assunse il comando del dragamine M 4, passando quindi all'M 85 e infine all'M 110 tutti in servizio presso la V. Flottila. Promosso Kapitänleutnant il 1 febbraio 1922, il 1 settembre dello stesso anno entrò in servizio presso il Comando delle forze navali del Baltico, divenendo comandante di compagnia presso il V Battaglione della difesa costiera. Lasciato tale incarico il 23 marzo 1924, assunse il comando della torpediniera G 8 dove rimase fino al 23 settembre 1926. 

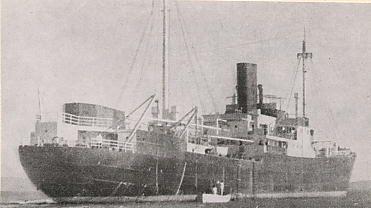
L'incrociatore ausiliario Komet in una foto del 1942.

Il 30 settembre 1929 divenne prima ufficiale sulla nave di sorveglianza Meteor, e promosso Korvettenkapitän il 1 gennaio 1930, dopo aver svolto altri incarichi divenne Fregattenkapitän 1 luglio 1935, e partire dal 26 settembre successivo assunse il comando della Meteor, dove rimase fino al 6 ottobre 1937. Il 1 gennaio di quello stesso anno era stato elevato al rango di Kapitän zur See. Assunto l‘incarico di Capo del dipartimento militare presso l’Ufficio di difesa navale, dopo lo scoppio della seconda guerra mondiale, il 1 dicembre 1939 fu nominato comandante dell’incrociatore ausiliario Komet mantenendo tale incarico fino al 20 febbraio 1942. Il 20 del mese successivo fu assegnato al servizio aereo della marina, divenendo Capo dell’ufficio operazioni della Kriegsmarine a Oslo, in Norvegia, dove rimase fino al 14 luglio 1944. Il giorno successivo assunse l’incarico di Comandante del III Distretto militare di Vienna, incarico che mantenne fino al 31 gennaio 1945, quando passo a disposizione di tale distretto per compiti ispettivi. Il 30 aprile dello stesso anno fu posto in pensione. Si spense a Baden-Baden il 31 marzo 1960.

## Onorificenze
- Distintivo di guerra degli incrociatori ausiliari[6]

## Pubblicazioni
- HSK Komet. Kaperfahrt auf allen Meeren, Koehlers Verlagsgesellschaft, Hamburg, 2002.